# Butler Bulldogs

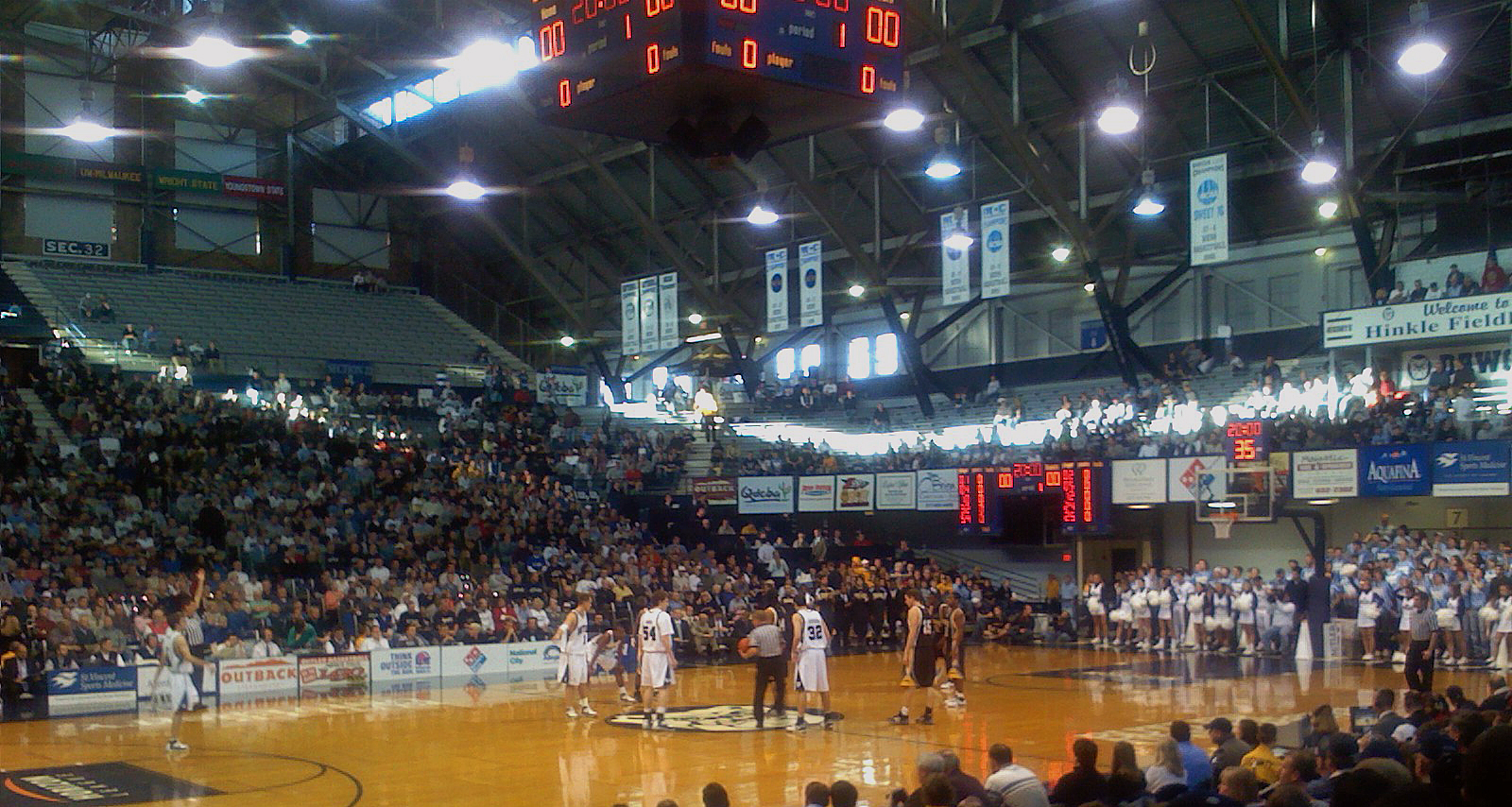
Partido de baloncesto contra Green Bay en Hinkle Fieldhouse.

Butler Bulldogs (español: Bulldogs de Butler) es el nombre que reciben los equipos deportivos de la Universidad Butler, situada en Indianápolis, en el estado de Indiana. Los equipos de los Bulldogs participan en las competiciones universitarias organizadas por la NCAA, y forman parte de la Big East Conference, salvo en el fútbol americano, que lo hace en la Pioneer Football League.

## Apodo y mascota
La escuela fue fundada en 1855 por Ovid Butler, quien la llamó North Western Christian University y eligió como apodo para los deportes Christians. En 1875 el centro cambió de nombre, pasándose a denominarse Butler University en honor de su fundador. Al poco tiempo, el apodo de la escuela se cambió por el de Bulldogs.
La mascota se llama Butler Blue IV, un bulldog sobrino de las primeras tres mascotas oficiales de carne y hueso de la historia de Butler, Butler Blue I, Butler Blue II y Butler Blue III. El animal desempeña su papel desde 2020.

## Equipos
Los Bulldogs tienen 17 equipos oficiales, 8 masculinos y 9 femeninos:
| - Masculino - Baloncesto - Cross - Golf - Atletismo - Fútbol - Tenis - Béisbol - Fútbol americano | - Femenino - Baloncesto - Cross - Golf - Atletismo - Fútbol - Tenis - Voleibol - Natación |

## Baloncesto
El baloncesto masculino es el equipo más popular de Butler, y el que más éxitos ha reportado a la universidad. Su programa está considerado uno de los mejores del país entre las universidades medianas, y es un habitual en las Fases Finales de la NCAA. Ha ganado en 7 ocasiones el Torneo de la Horizon League y en otras 12 la liga regular de la misma, la última ocasión de ambas en 2011.
Disputa sus partidos en el Hinkle Fieldhouse, un pabellón construido en 1928 en el cual se desarrolló en 1954 lo que se denominó el Milagro de Milán, cuando una pequeña escuela de pueblo logró alzarse con el campeonato estatal de Indiana, y que posteriormente se vería reflejado en la película Hoosiers, protagonizada por Gene Hackman. En la misma también se usa este pabellón para su rodaje.
Sólo cuatro de sus jugadores han llegado a jugar en la NBA, entre ellos Gordon Hayward, seleccionado para disputar el All Star 2017.
Los Bulldogs han aparecido en 12 Torneos de la NCAA. Su balance es de 19 victorias y 12 derrotas. En 2010 y 2011 alcanzaron la final, donde perdieron ante Duke y Connecticut respectivamente.
| Año  | Resultado               |
| ---- | ----------------------- |
| 1962 | 3ª posición regional    |
| 1997 | 1ª ronda                |
| 1998 | 1ª ronda                |
| 2000 | 1ª ronda                |
| 2001 | 2ª ronda                |
| 2003 | Octavos de final        |
| 2007 | Octavos de final        |
| 2008 | 2ª ronda                |
| 2009 | 1ª ronda                |
| 2010 | Final Four (Subcampeón) |
| 2011 | Final Four (Subcampeón) |
| 2013 | 3ª ronda                |

## Fútbol
Otro de los equipos de referencia de Butler es el fútbol masculino, cuyo equipo alcanzó en dos ocasiones los octavos de final del campeonato nacional, en 1995 y 1998. Han ganado el título de la Horizon League en 4 ocasiones, en 1995, 1997, 1998 y 2001.

## Béisbol
Cuatro jugadores salidos de Butler han llegado a jugar en las Grandes Ligas de Béisbol, y uno de ellos, Pat Neshek, forma parte de la actual plantilla de los Minnesota Twins.

## Fútbol americano
El equipo de fútbol americano ha ganado en 8 ocasiones el campeonato de la Pioneer Football League. A lo largo de la historia, han sdo 10 los jugadores de los Bulldogs los que han llegado a jugar en la NFL. De ellos, todos menos uno lo hicieron en la primera mitad del siglo XX.

## Instalaciones deportivas
- Hinkle Fieldhouse es el pabellón donde se disputa el baloncesto y el voleibol. Fue construido en 1928 y tiene una capacidad para 9.100 espectadores.[6]
- Bud and Jackie Sellick Bowl (antes Butler Bowl), es el estadio donde se disputa el fútbol americano y el fútbol, tanto masculino como femenino. Fue inaugurado también en 1928, y originalmente tenía una capacidad para 36.000 espectadores, pero en 1955 un teatro ocupó lo que era el graderío de la parte sur, quedando reducida la capacidad del mismo a 16.000 espectadores.[7] Después de una renovación posterior completada en 2010, la capacidad ahora es de 5,647.[8]
- Bulldog Park, es el estadio donde disputa sus encuentros el equipo de béisbol. Fue construido originalmente para que sirviera tanto para el béisbol como para el fútbol, pero desde los años 1990 únicamente es el béisbol el deporte que allí se desarrolla.[9]